# Szczyrbskie Jezioro (jezioro)

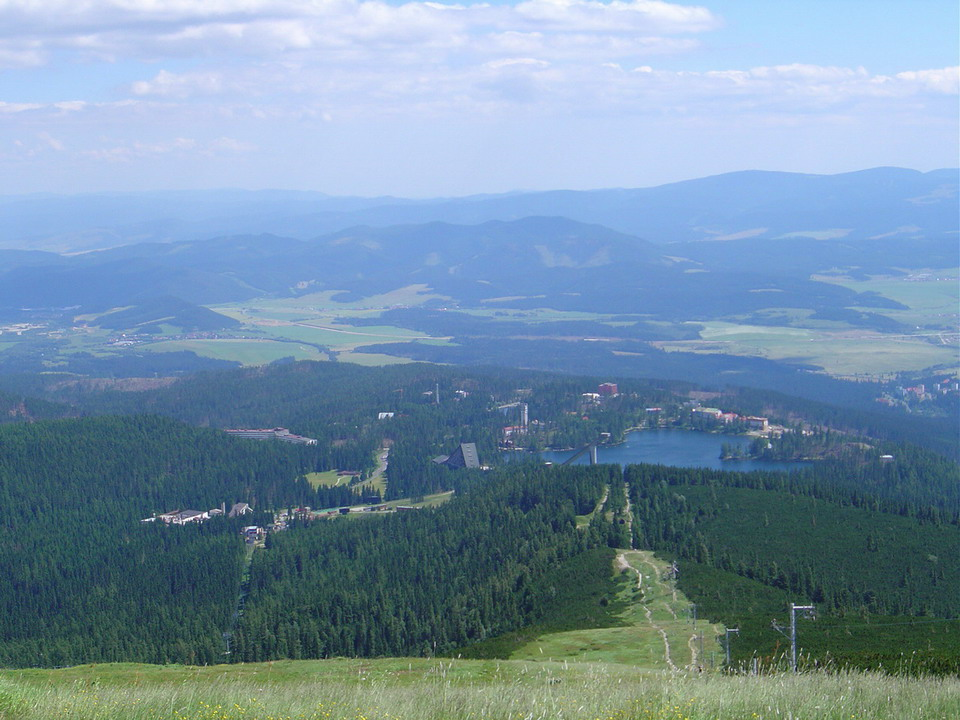
Szczyrbskie Jezioro widziane ze Schroniska pod Soliskiem

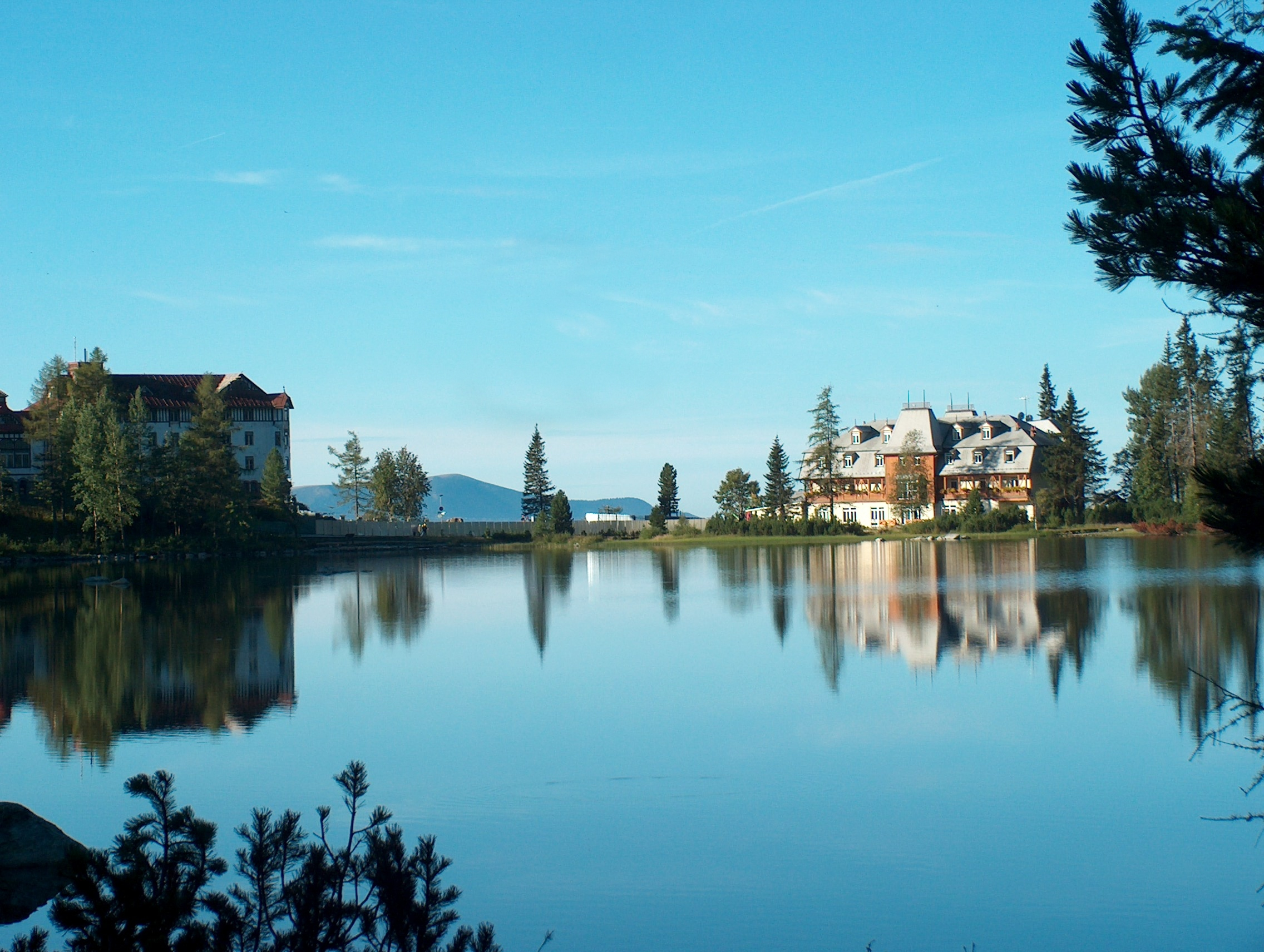
Szczyrbskie Jezioro

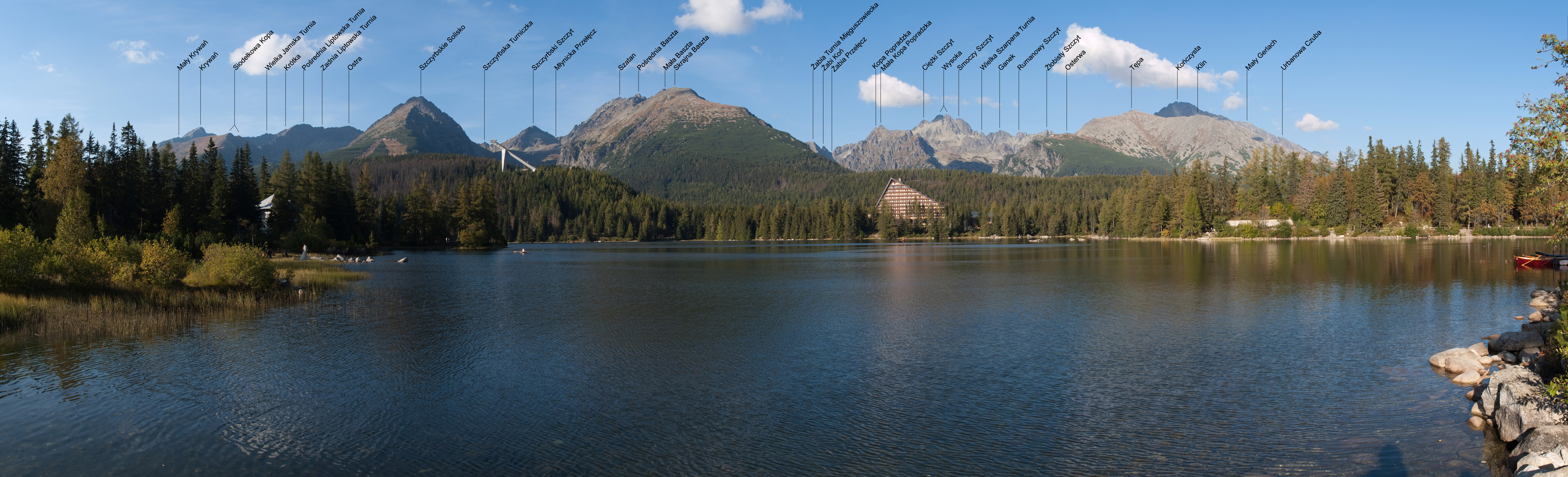
Widok znad Szczyrbskiego Jeziora (z podpisami)

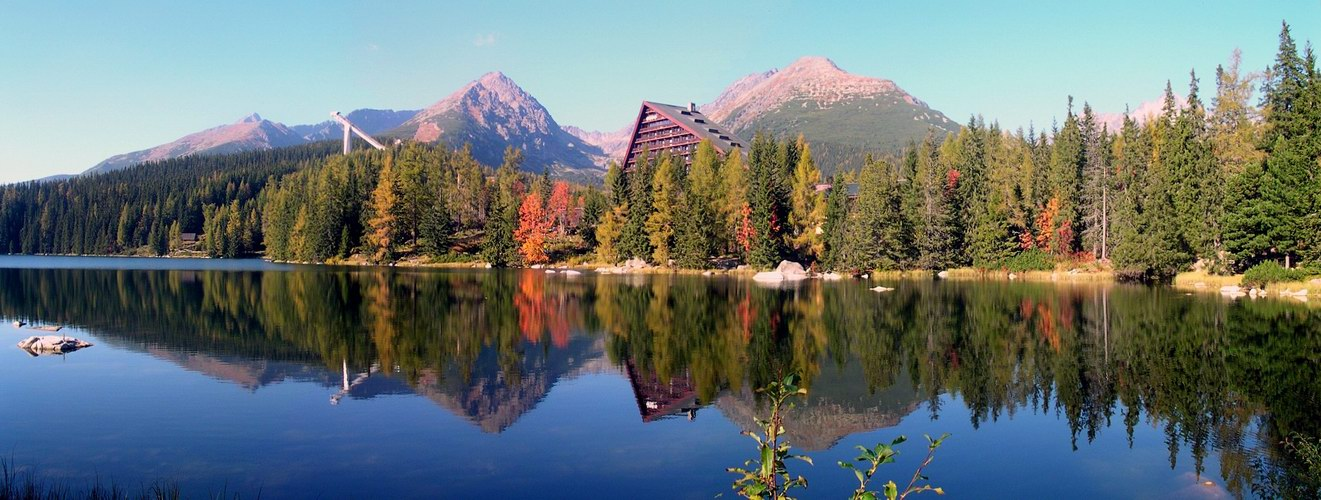
Szczyrbskie Jezioro

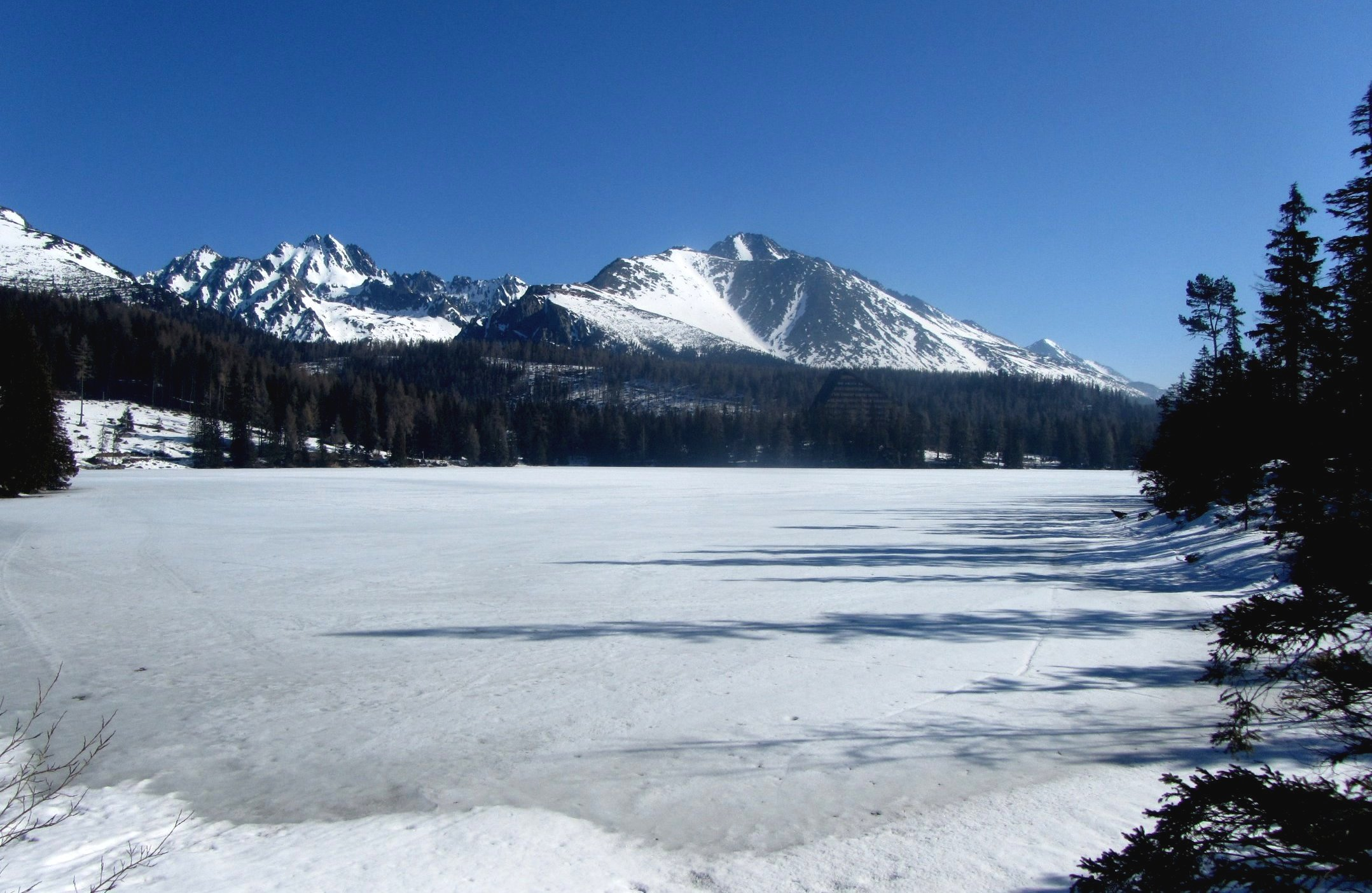
Szczyrbskie Jezioro zimą

Szczyrbskie Jezioro (słow. Štrbské pleso, niem. Tschirmer See, węg. Csorbai-tó) – jezioro wytopiskowe w Tatrach Wysokich, drugie co do wielkości po stronie słowackiej. U południowego brzegu sytuuje się miejscowość o tej samej nazwie – Szczyrbskie Jezioro (Štrbské Pleso) – kurort i ośrodek sportów zimowych.

## Otoczenie
Jezioro znajduje się na wysokości 1346 m n.p.m. na tzw. Szczyrbskim Tarasie, nad wsią Szczyrba. Nad jezioro z północy opada grań Soliska, kulminująca w Wielkim Solisku (2412 m) i oddzielająca od siebie Dolinę Furkotną i Dolinę Młynicką. Od strony południowej jezioro jest zamknięte wałem morenowym o wysokości sięgającej 20 m.
Nad brzegiem jeziora znajdują się liczne zabudowania hotelowe i sanatoryjne. Nad południową zatoką otwarto w 2008 r. przystań łódek (wcześniej istniała ona do 1976 r., po czym pływanie łodziami zostało zabronione).
Na Szczyrbskim Tarasie oprócz Szczyrbskiego Jeziora znajdują się inne mniejsze zbiorniki wodne: zatorfiony
Ślepy Stawek (Slepé pleso) oraz utworzone przez człowieka Nowe Szczyrbskie Jezioro (Nové Štrbské pleso) i Szczyrbskie Rybniki (Štrbské rybníky). Niewielkie stawki znajdują się również na Smrekowicy (Smrekovica) – tarasie położonym na zachód od Szczyrbskiego Jeziora. Są to Smrekowickie Stawki (Smrekovické plieska) i Rakitowe Stawki (Rakytovské plieska).

## Opis
Misa jeziorna powstała wskutek stopienia się martwego lodu o grubości ok. 80 m, pozostawionej przez cofający się lodowiec. W 1998 r. odkryto na dnie jeziora warstwę torfu, wskazującą, że jeszcze ok. 300 lat temu na miejscu obecnego jeziora istniały trzy mniejsze zbiorniki wodne. Największe z nich (Veľké jazero) znajdowało się w północno-zachodniej części, 6 m poniżej współczesnego poziomu. Dwa pozostałe (Južné jazero i Východné jazero) położone były na miejscu odpowiednio południowej i wschodniej zatoki. Ich powierzchnia znajdowała się 1,5–2 m wyżej i była prawdopodobnie w całości zarośnięta roślinnością torfowiskową (podobnie jak obecnie Ślepy Stawek). Nagłe podniesienie się poziomu wody prowadzące do powstania Szczyrbskiego Jeziora tłumaczone jest uszczelnieniem moreny w okolicy Wielkiego Jeziora spowodowanym przez trzęsienie ziemi. Możliwe, że zdarzenie to opisują źródła historyczne – lewocki kronikarz Gašpar Hain wspomina o powstaniu nowego, dużego jeziora po trzęsieniu ziemi w Tatrach 6 sierpnia 1662 r.
Powierzchnia Szczyrbskiego Jeziora wynosi 19,76 ha. Pomiary Ludomira Sawickiego z 1909 r. stwierdzały, że jest to największe jezioro po południowej stronie Tatr (20,96 ha). Ponowne badania w latach 60 wykazały, że Wielki Hińczowy Staw ma powierzchnię 20,08 ha (nie 18,19 ha, o 3200 m² większą od Szczyrbskiego Jeziora). Maksymalna głębokość jeziora wynosi 20 m, objętość jest równa 1 284 000 m³. Średnio przez 155 dni w roku jest pokryte warstwą lodu.
Szczyrbskie Jezioro nie ma żadnych znaczących rzek zasilających ani wypływających, woda opuszcza jezioro, parując lub przesiąkając przez podłoże. W przeszłości uważano, że znajduje się ono na Wielkim Europejskim Dziale Wodnym, oddzielającym zlewiska Bałtyku i Morza Czarnego. Obecnie przypuszcza się, że większość wody z jeziora przesącza się do Młynicy i w związku z tym leży ono rzeczywiście w dorzeczu Popradu, zasilającego Morze Bałtyckie.

## Flora i fauna
Dzięki południowej wystawie jezioro posiada bogatą florę i faunę. Około 1860 r. zostało zarybione, obecnie żyje w nim kilka gatunków ryb. Otoczone jest lasem, częściowo wyciętym przy budowie miejscowości. Miejscami blisko brzegu występuje roślinność torfowiskowa i płaty kosodrzewiny. Na wschód od jeziora występują liczne torfowiska obejmowane nazwą Mozgrowiska Szczyrbskie (Štrbské Mozgroviská).

## Żegluga
Na jeziorze możliwe jest odbywanie odpłatnie krótkich przejażdżek łodziami wiosłowymi. Sezon rozpoczyna się pod koniec czerwca, a pływanie podlega bardzo ścisłym regułom. Przystań znajduje się na południowym brzegu zbiornika, tuż poniżej Grandhotelu Kempinski Vysoké Tatry.

## Szlaki turystyczne
Magistrala Tatrzańska –  z Rozdroża w Dolinie Furkotnej nad Szczyrbskie Jezioro, dalej wzdłuż jego brzegu i na północ w kierunku Popradzkiego Stawu.
- Czas przejścia od rozdroża do Szczyrbskiego Jeziora: 40 min w obie strony
- Czas przejścia ze Szczyrbskiego Jeziora nad Popradzki Staw: 1:15 h, ↓ 1:05 h

    – nad Popradzki Staw prowadzi też szlak zielony, odchodzący od czerwonego i używany w zimie. Czas przejścia ze Szczyrbskiego Jeziora nad staw: 1:15 h, ↓ 1:05 h
  – od południowego brzegu Szczyrbskiego Jeziora na północ do Doliny Młynickiej, skąd dalej na Bystrą Ławkę. Czas przejścia do wodospadu Skok w Dolinie Młynickiej: 1:40 h, ↓ 1:10 h
  – od stacji kolei elektrycznej wiedzie zachodnim brzegiem jeziora do Schroniska na Solisku (Chata pod Soliskom). Czas przejścia do schroniska: 1:55 h, ↓ 1:25 h
  Niżni Podkrywański Chodnik – od południowego brzegu jeziora prowadzi na zachód, powyżej Tatrzańskiej Drogi Młodości. Czas przejścia do Białego Wagu: 1 h w obie strony